# マイケル・チャウ
マイケル・チャウ（Michael Chow, 1939年 - ）は、アメリカ合衆国の実業家、デザイナー、俳優である。

## 来歴

### 生い立ち
チャウはアメリカにおいて高級中華レストラン『Mr.Chow』の経営者で実業家、デザイナー、俳優として知られる。1939年に中国の上海市で生まれる。父親は京劇俳優で人気を博した周信芳（Zhou Xinfang）で、姉は女優のツァイ・チン。12歳の頃にイギリスへ渡り、ボーディングスクールへ入学。そのままロンドンの大学で演劇を学んだ。

### 俳優として
大学卒業後に実業家としての才能を開花させ、ロンドン市内にヘアサロンを開店。1958年には姉のツァイ・チンも出演した『暴力のメロディー』で映画デビューを果たした。1963年には『北京の55日』へ出演。俳優として1960年代はいくつかの映画に参加した。しかし、俳優としての活動を一旦停止させ、1968年に高級中華レストラン『Mr.Chow』を開店。しばらくは経営者として専念し始める。しばらく経ってから俳優としては1978年の『料理長殿、ご用心』に出演し、90年代後半あたりから再びいくつかの作品に出演した。1996年に製作されたジェフリー・ライト主演の『バスキア』で自身が経営する「Mr.Chow」の経営者として本人役で出演し、デニス・ホッパー、ゲイリー・オールドマンらと共演した。2007年には真田広之、工藤夕貴も出演したジャッキー・チェンの『ラッシュアワー3』へも出演。同作品にはシリーズを通して3作品すべて（役柄はそれぞれ別）に出演している。ジェット・リーのハリウッドデビュー作『リーサル・ウェポン4』へも出演した。

### 交友関係
現在はハリウッドにおいて俳優というよりもレストランオーナーとして有名で、中華料理店でありながらも洋風な店内、サービスをモットーにしており、中華料理をハリウッドに広めた第一人者としても認知されている。チャウ自身もデザイナー、コレクターとしての顔を持っており、二番目の妻のティナと共にキース・ヘリング、ジャン＝ミシェル・バスキア、アンディ・ウォーホル、日本人では伊丹十三らとも交友があった。ウォーホルはかつてチャウをモデルにしたこともある。伊丹十三とは『北京の55日』で共演してからの縁で、かつて来日して伊丹と共に映画の企画を考えていたこともあったが、実現には至らなかった。チャウ自身、伊丹のエッセイにも登場している。

### 『Mr.Chow』レストランオーナーとして
前述でもある高級中華レストラン「Mr.Chow」を1968年にロンドンでオープンして以来、人気が上昇。1974年にはカリフォルニア州のビバリーヒルズにアメリカ初出店。中華料理でありながらも、イタリア風なサービスと「洋風」に徹した雰囲気作りが功を奏して、セレブの間で人気に火が付き、今日に至るまで数多くのセレブリティの「御用達レストラン」として有名でもある。現在はチェーンレストランとして、1978年に出店したニューヨーク店をはじめ、マリブ店、トライベッカ店、マイアミ店などが出店されている。イギリスのアコースティック・ギターデュオのアコースティック・アルケミーが、デビューアルバムの曲名に『Mr.Chow』というタイトルもつけている。

### 私生活
これまで4度の結婚歴があり、現在の妻は2019年に再婚したヴァネッサ・ラノである。2018年に離婚した３度目の妻のエヴァ・チュン・チャウは韓国系のデザイナーであった。2度目の妻であるティナ・チャウは、日本人とドイツ系アメリカ人とのハーフで「ティナ・ラッツ」の名で日本でモデルデビューしている。ティナは60年代から70年代に日本で活動し、かつては資生堂のコマーシャルへ出演したり、雑誌の表紙を飾ったことがある。チャウと離婚後の1992年にエイズのため死去。ティナとの出会いは、かつて伊丹十三と共に映画を企画していて来日した際に、紹介で出会い、ティナがチャウと共にロンドンへ渡英して1974年に結婚した。彼女との間にできた娘のチャイナ・チャウも米国にてモデル・女優として活動している。

## 俳優としての出演作品

### 映画
| 公開年 | 邦題 原題                                                     | 役名                 | 備考           |
| ------ | ------------------------------------------------------------- | -------------------- | -------------- |
| 1958   | 暴力のメロディー Violent Playground                           | アレクサンダー       |                |
| 1960   | バレン The Savage Innocents                                   | ウンディク           |                |
| 1961   | 豪快! マルコ・ポーロ Marco Polo                               | チウ＝リン           |                |
| 1963   | 北京の55日 55 Days at Peking                                  | Chiang               | クレジットなし |
| 1966   | 唇からナイフ Modesty Blaise                                   | ウェン               |                |
| 1966   | 怪人フー・マンチュー 連続美女誘拐事件 The Brides of Fu Manchu | Guard                |                |
| 1967   | 007は二度死ぬ You Only Live Twice                             | Spectre 4            |                |
| 1968   | タッチャブル The Touchables                                   | デンジル             |                |
| 1968   | ジョアンナ Joanna                                             | レフティ             |                |
| 1978   | 料理長殿、ご用心 Who Is Killing the Great Chefs of Europe?    | ソーン               |                |
| 1982   | ハメット Hammett                                              | Fong Wei Tau         |                |
| 1984   | 水曜日に抱かれる女 Dream Lover                                | ミスター・ムラ       |                |
| 1996   | バスキア Basquiat                                             | ミスター・チャウ     |                |
| 1998   | リーサル・ウェポン4 Lethal Weapon 4                           | ベニーのアシスタント |                |
| 1998   | ラッシュアワー Rush Hour                                      | ディナーの客         |                |
| 2001   | ラッシュアワー2 Rush Hour 2                                   | ギャンブラー         |                |
| 2007   | ラッシュアワー3 Rush Hour 3                                   | 中国外務大臣         |                |
| 2009   | 私の中のあなた My Sister's Keeper                             | チャウ博士           |                |

### テレビシリーズ
| 放映年 | 邦題 原題                   | 役名                       | 備考        |
| ------ | --------------------------- | -------------------------- | ----------- |
| 1965   | セイント 天国野郎 Saint     | Rawach                     | 1エピソード |
| 1967   | ザ・バロン The Baron        | チー                       | 1エピソード |
| 1967   | プリズナーNo.6 The Prisoner | 2nd Member of Social Group | エピソード  |